# Nanaimo Airport
Nanaimo Airport (franska: Aéroport de Nanaimo) är en flygplats i Kanada.   Den ligger i provinsen British Columbia, i den sydvästra delen av landet, 3 600 km väster om huvudstaden Ottawa. Nanaimo Airport ligger 28 meter över havet.
Terrängen runt Nanaimo Airport är platt åt nordost, men åt sydväst är den kuperad. Närmaste större samhälle är Nanaimo, 13,6 km norr om Nanaimo Airport. 
I omgivningarna runt Nanaimo Airport växer i huvudsak blandskog. Runt Nanaimo Airport är det glesbefolkat, med 15 invånare per kvadratkilometer.